# ART RYUMEIKAN TOKYO
ART RYUMEIKAN TOKYO（あーと・りゅうめいかん・とうきょう）とは、東京都千代田区に本拠を置く龍名館が、同社が経営しているホテル龍名館東京を中心とした各事業所で展開しているアート活動の総称。
「多くの文化人が宿代の代わりに絵画等の作品を置いていった」という逸話にちなみ、2012年6月より活動が開始されている。

## 概要
2011年（平成23年）秋よりホテル龍名館東京館内にアート作品を展示する構想「アートギャラリー構想」があり、構想段階で複数の協力者のもと、
「TOKYO POST CARD AWARD 2012」の原案が創られた。その後、龍名館全体で行なうアート活動の総称を「ART RYUMEIKAN TOKYO」と名付けており、
「TOKYO POST CARD AWARD 2012」は「ART RYUMEIKAN TOKYO」の活動の中のひとつとして位置付けられた。
当初はアート作品を展示するだけの企画であったが、地域文化である
ホテルとして、「地域」と「アーティスト」の魅力を「作品」を通して来館者に伝えることをテーマとしている。

ART RYUMEIKAN TOKYOのロゴは、ホテル龍名館東京の建物（八重洲龍名館ビル）がモチーフになっており、全面ガラス窓のビルに
東京が映し出されていることを意味している。

## 活動の沿革

### TOKYO POST CARD AWARD 2012
- テーマ: 「あなたが伝えたい東京」

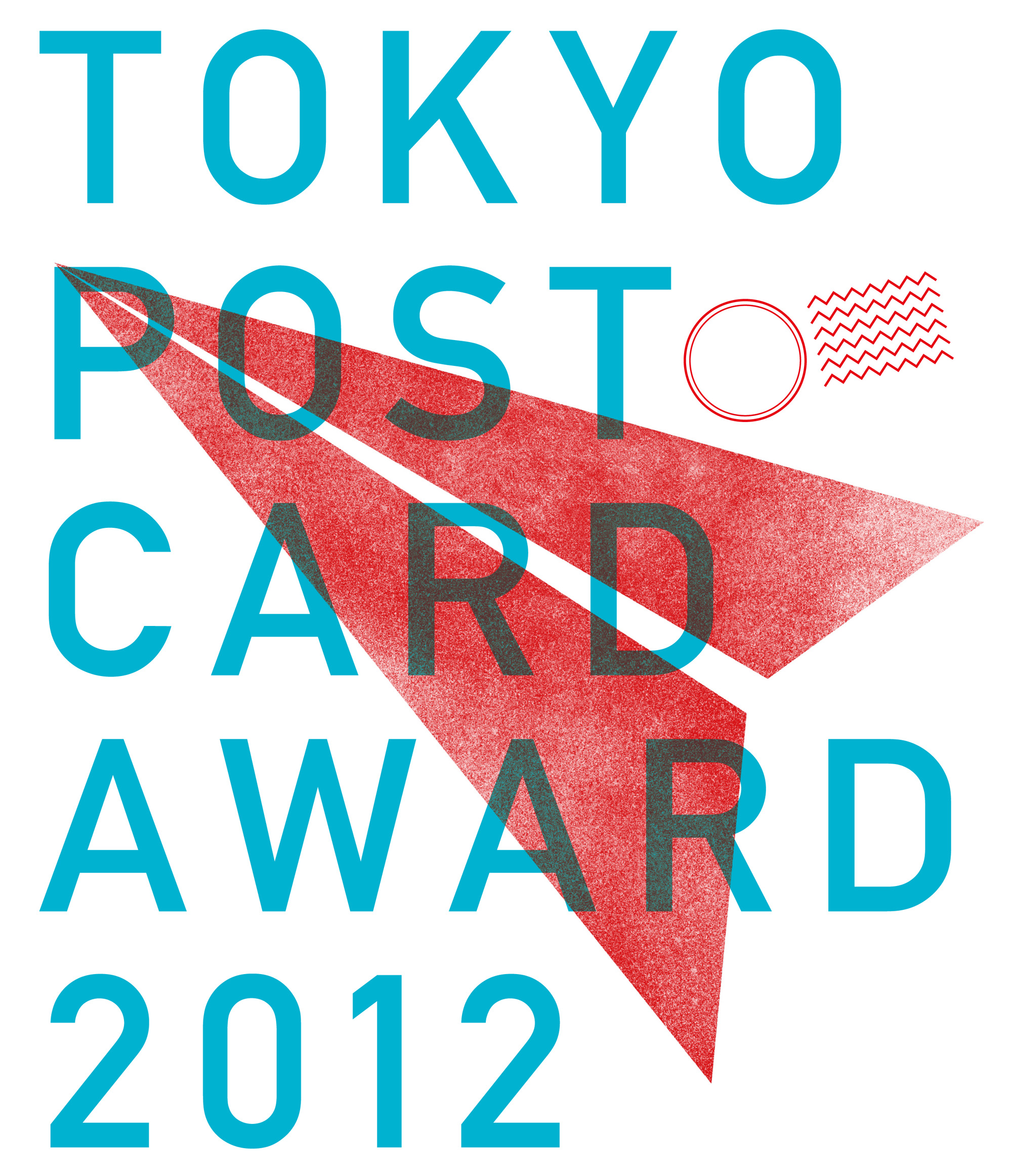
TOKYO POST CARD AWARD2012

- 主催：ART RYUMEIKAN TOKYO 事務局
- 会期: 2012年6月1日〜2013年2月28日（終了日は予定）
- 審査委員長：P3 art and environment 統括ディレクター 芹沢高志[1]
- コーディネーター：勝俣ゆき子（garally園）[1]
- 推薦アーティスト: 5名
- 公募アーティスト：5名

### TOKYO POST CARD AWARD 2013
- テーマ：「今こそ世界へ伝えたい東京」
- 主催：ART RYUMEIKAN TOKYO 事務局
- 会期：2013年10月1日〜2014年2月
- 審査委員長：P3 art and environment 統括ディレクター 芹沢高志
- 審査員：
  - 浜田敏男（龍名館 代表取締役社長）
  - 水野豊（ホテル龍名館東京 取締役総支配人）
  - ART RYUMEIKAN TOKYO プロジェクトメンバー
  - 勝俣ゆき子（ギャラリー園 代表）

### TOKYO POST CARD AWARD 2015
- テーマ：「標×東京×和」
- 主催：ART RYUMEIKAN TOKYO 事務局
- 会期：2014年10月1日〜2015年2月
- 審査委員長：P3 art and environment 統括ディレクター 芹沢高志
- 審査員：
  - 浜田敏男（龍名館 代表取締役社長）
  - 水野豊（ホテル龍名館東京 取締役総支配人）
  - 和賀茂樹（ホテル龍名館お茶の水本店 支配人）
  - 太刀川英輔（NOSIGNER 代表取締役）
  - 猪股春香（アートコーディネーター）
  - 勝俣ゆき子（ギャラリー園 代表）
  - Andy Kin（金基錫）（JAPANKURUクリエイティブディレクター）
  - 松本慶大（コレリィアンドアトラクト代表取締役社長、100年倶楽部代表）

## 龍名館と芸術家・文学の関連
- 旅館龍名館本店は1899年に創業以来、多くの芸術家・文化人が宿泊してきたと言われている。
- 明治時代の日本画家である川村曼舟は旅館龍名館本店の常客であり、ご祝儀や室料がわりとして自身の作品を多く贈っており、その作品は今も旅館龍名館本店にて所蔵されている。
- また、1918年には竹久夢二が旅館龍名館本店の分店に長期滞在していた。
- 幸田文の小説『流れる』や、司馬遼太郎の紀行文集『街道をゆく』「36. 本所深川散歩、神田界隈」の文中には、旅館龍名館本店が登場している。

## 所蔵作品

### 川村曼舟作品
- 『雲中採玉』
- 『月下松嶋』 - 「室料として」という添え書きが共に残されている
- 『花見山籠』
- 『湊頭朝風』
- 『曲浦暁色』
- 『遊魚』

### 絵画所蔵品
- 伊東深水『雨の額』、『静物（牡丹と皿）』
- 速水御舟『桔梗』
- 八木岡春山『雁・芦』
- 中川紀元『作品名不詳』
- 結城素明『夏山水』
- その他に旅館名にちなみ、龍の絵画などを多く所蔵している

### その他の所蔵品
- 明治・大正に実際に使用していた輪島塗の金蒔絵の絵替り膳
- 旅館龍名館本店ロビーには実際に使用していた龍を描いた欄間を展示している
- ホテル龍名館東京のエレベーターホールには、木造時代に使用していた旅館龍名館本店の木の看板を展示している